# عدد ارشمیدس
عدد ارشمیدس(به انگلیسی: Archimedes number) که با (Ar) نشان داده می‌شود یک عدد بدون بعد می‌باشد  که تعیین‌کننده حرکت مایعات به علت تفاوت چگالی می‌باشد .این عدد به افتخار دانشمند یونانی ارشمیدس نامگذاری شده‌است.

## رابطه
{\displaystyle {\rm {Ar}}={\frac {gL^{3}\rho _{\ell }(\rho -\rho _{\ell })}{\mu ^{2}}}}
در این رابطه:
- g = شتاب گرانشی (9.81 m/s²),
- ρl = چگالی سیال, {\displaystyle kg/m^{3}}
- ρ = چگالی بدنه, {\displaystyle kg/m^{3}}
- {\displaystyle \mu } = dچگالی دینامیکی, {\displaystyle kg/ms}
- L = طول مؤثر بدنه, m